# (153) Hilda
(153) Hilda ist ein Asteroid jenseits des äußeren Hauptgürtels, der am 2. November 1875 vom österreichischen Astronomen Johann Palisa an der Marine-Sternwarte Pola in Istrien entdeckt wurde.
Der Asteroid wurde benannt zu Ehren von Hildegard Julie Maria Edle von Oppolzer (1867–1877), der ältesten Tochter des österreichischen Astronomen Theodor Oppolzer. Die Benennung erfolgte durch ihren Vater.
(153) Hilda wird zwar zu den Hauptgürtelasteroiden gezählt, bewegt sich aber weit außerhalb der Hecuba-Lücke und ist damit ein Mitglied der nach ihr benannten Hilda-Gruppe.

## Wissenschaftliche Auswertung
Aus Ergebnissen der IRAS Minor Planet Survey (IMPS) wurden 1992 erstmals Angaben zu Durchmesser und Albedo für zahlreiche Asteroiden abgeleitet, darunter auch (153) Hilda, für die damals Werte von 170,6 km bzw. 0,06 erhalten wurden. Eine Auswertung von Beobachtungen durch das Projekt NEOWISE im nahen Infrarot führte 2012 zu vorläufigen Werten für den Durchmesser und die Albedo im sichtbaren Bereich von 218,8 km bzw. 0,04.
Photometrische Beobachtungen des Asteroiden erfolgten vom 14. bis 16. August 1986 am La-Silla-Observatorium in Chile. Aus der sehr wenig modulierten Lichtkurve wurde zwar eine Rotationsperiode von 8,11 h abgeleitet, der Wert wurde aber als nicht völlig zuverlässig beurteilt. Spektroskopische und weitere photometrische Beobachtungen erfolgten dann im Zeitraum vom 19. August bis 7. September 1992 wieder am La-Silla-Observatorium, mit dem Nordic Optical Telescope am Roque-de-los-Muchachos-Observatorium auf La Palma, am Osservatorio Astrofisico di Catania in Italien und am Calar-Alto-Observatorium in Spanien. Die Messungen führten zu einer taxonomischen Einstufung des Asteroiden als P-Typ, während für die Rotationsperiode ein Wert von 5,11 h bestimmt wurde. Messungen über einen wesentlich längeren Zeitraum wurden im Juli 1992, November 2002, Januar 2005 und April 2006 an der Außenstelle Tschuhujiw des Charkiw-Observatoriums in der Ukraine und am Krim-Observatorium in Simejis durchgeführt. Die Daten konnten schließlich zu einem wesentlich verbesserten Wert für die Rotationsperiode von 5,9587 h ausgewertet werden. Aus diesen Messungen in Verbindung mit weiteren Beobachtungen, die bereits im August 1984 stattgefunden hatten, konnten auch zwei alternative Lösungen für die Position der Rotationsachse des Asteroiden erhalten und die Achsenverhältnisse eines dreiachsig-ellipsoidischen Gestaltmodells bestimmt werden.
Neue Beobachtungen des Asteroiden erfolgten vom 9. bis 24. Juli 2016 an der Palmer Divide Station des Center for Solar System Studies (CS3) in Colorado. Obwohl auch hier eine Rotationsperiode von 5,954 h abgeleitet werden konnte, erschien zunächst ein Wert von 4,768 h gleichermaßen möglich. Eine neue Messung am gleichen Ort vom 5. bis 15. September 2017 konnte allerdings wieder den längeren Wert mit 5,957 h bestätigen. Auch Beobachtungen vom 14. Oktober bis 10. Dezember 2018 am Organ Mesa Observatory in New Mexico führten zu einer sehr detaillierten Lichtkurve mit einer Rotationsperiode von 5,9585 h. Um die Lichtkurve noch besser aufzulösen, gab es vom 15. Februar bis 1. März 2019 eine Zusammenarbeit zwischen dem Organ Mesa Observatory und der Sternwarte Belgrad in Serbien. Die gewonnene Lichtkurve mit ausgeprägter Modulation in Verbindung mit den Daten aus 2018 konnte wieder zu einer Rotationsperiode von 5,9585 h ausgewertet werden.
Auch in den folgenden Jahren wurden immer wieder photometrische Beobachtungen und Bestimmungen der Rotationsperiode von (153) Hilda durchgeführt, so vom 25. und 26. November 2019 am CS3 (5,963 h), vom 14. bis 23. Januar 2020 am Organ Mesa Observatory (5,958 h) und im Rahmen einer Zusammenarbeit der Grupo de Observadores de Rotaciones de Asteroides (GORA) vom 19. Februar bis 2. April 2021 an sechs Observatorien in Argentinien und zwei in Spanien (5,962 h).
Bei eigenen Messungen vom 27. bis 31. März 2021 am CS3 wurde nur eine fast völlig flache Lichtkurve registriert. Allerdings konnte zusammen mit den archivierten Beobachtungsdaten von 2019 und weiteren Daten des Asteroid Terrestrial-impact Last Alert System (ATLAS), der Catalina Sky Survey und dem United States Naval Observatory (USNO) ein Gestaltmodell erstellt und die Achsenverhältnisse eines dreiachsig-ellisoidischen Modells sowie zwei alternative Lösungen für die Lage der Rotationsachse, eine davon nahezu in der Ebene der Ekliptik, die andere mit retrograder Rotation, bestimmt werden. Für die Rotationsperiode wurde ein Wert von 5,95854 h gefunden.

## Hilda-Gruppe

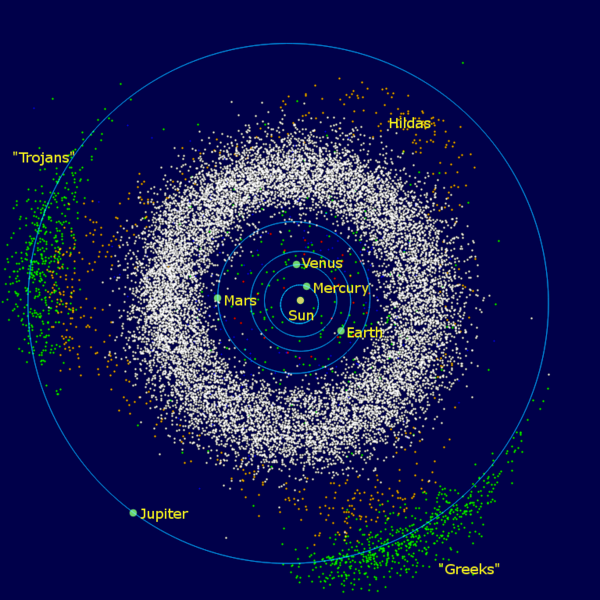
Darstellung des inneren Sonnensystems. Golden die Hildas.

(153) Hilda ist namensgebendes und eines der größten Mitglieder einer Asteroidengruppe. Sie haben nicht etwa einen gemeinsamen Ursprungskörper, wie bei vielen Asteroidenfamilien, sondern stellen eine dynamische Gruppe dar, deren Zugehörigkeit über ihre Bahnelemente mit einer Großen Halbachse von 3,7–4,1 AE, eine Exzentrizität von ≤0,3 und eine Bahnneigung von ≤20° definiert wird. Darüber hinaus bewegen sich alle in einer 3:2-Bahnresonanz mit dem Planeten Jupiter um die Sonne. In der Zeit, in der Jupiter die Sonne zweimal umrundet, führen die Hilda-Asteroiden im Mittel exakt drei Umläufe aus. Durch ihre Bahnresonanz scheinen sich alle Mitglieder der Gruppe gehäuft an den Ecken eines Dreiecks aufzuhalten, welches sich mit Jupiter (der sich nahe der Mitte einer der Kanten befindet) dreht. Dies ist aber nur ein gruppendynamisches Phänomen, denn jeder einzelne Asteroid bewegt auf seiner eigenen ellipsenförmigen Bahn, wodurch er ständig von einer Ecke des Dreiecks zur nächsten wechselt. Im Jahr 2016 waren etwa 3800 Hildas bekannt, aber eine statistische Untersuchung von 2018, die auf Beobachtungen mit dem Subaru-Teleskop auf Hawaiʻi beruhte, führte zu einer Abschätzung für die Hilda-Gruppe von etwa 10.000 Mitgliedern mit mehr als 2 km Durchmesser.
Die feste Kopplung von (153) Hilda an die Bewegung von Jupiter ist dabei über Millionen von Jahren stabil. Obwohl der gegenseitige Bahnabstand (Minimum orbit intersection distance, MOID) von Jupiter und (153) Hilda mit einer Periodizität von etwa 1500 Jahren zwischen etwa 0,5 und 1,0 AE schwankte, sind sich die beiden Himmelskörper durch die Bahnresonanz in den vergangenen 10.000 Jahren nie näher gekommen als bis auf etwa 1,89 AE (283 Mio. km).

## Hilda-Familie
Darüber hinaus lässt sich aber innerhalb der größeren Hilda-Gruppe von Asteroiden in 3:2-Bahnresonanz mit Jupiter noch eine kleinere Häufung von Asteroiden um die Bahn von (153) Hilda identifizieren, die als Hilda-Familie i. e. S. aus einem Kollisionsereignis hervorgegangen sein dürfte. Dabei könnte vor etwa 4 Mrd. Jahren ein rund 200 km großer Vorgänger vom Einschlag eines 50 km großen Projektils getroffen worden sein, was aber zu keiner völligen Zerstörung, sondern nur zum teilweisen Verlust von Material führte. Die Asteroiden der Hilda-Familie innerhalb der Hilda-Gruppe besitzen ähnliche Bahneigenschaften, wie eine Große Halbachse von 3,98–4,03 AE, eine Exzentrizität von 0,11–0,25 und eine Bahnneigung von 7,8°–10,4°. Taxonomisch handelt es sich hauptsächlich um Asteroiden der Spektralklasse C und X, die mittlere Albedo liegt bei 0,06. Der Hilda-Familie wurden im Jahr 2019 etwa 433 Mitglieder zugerechnet.